# Мегакліте (супутник)
Мегакліте (грец. Μεγακλειτη; англ. Megaclite) – нерегулярний супутник Юпітера, відомий також під назвою Юпітер XIX.

## Відкриття
Відкритий у 2000 року Скоттом Шеппардом і групою науковців з Гавайського університету, отримав тимчасове позначення S/2000 J 8.  
У 2002 році отримав офіційну назву Мегакліте на честь персонажки давньогрецької міфології. Мегакліта була закохана в Зевса (в римському пантеоні — Юпітера), народила від нього доньку Фіву і сина Локра.

## Орбіта
Супутник проходить повний оберт навколо Юпітера на відстані приблизно  24 687 260  км.  Сидеричний період обертання 982,0 становить земних доби. Орбіта має ексцентриситет ~0,38.
Супутник належить до Групи Пасіфе, нерегулярні супутники якої мають орбіти на відстані 22,8 до 24,1 Гм від Юпітера, нахил орбіти становить приблизно від 144,5 до 158,3 градусів.

## Фізичні характеристики
Супутник приблизно 5,4 кілометрів діаметр, альбедо 0,04. Оціночна густина 2,6 г/см³.